# Callosa d'en Sarrià
Callosa d'en Sarrià és una població del País Valencià situada a la comarca històrica de la Marina situada a la vall de l'Algar. Administrativament és un municipi de la comarca de la Marina Baixa.

## Geografia
El terme abraça els 34,7 km². La pluviometria mitjana al nucli urbà supera els 650 litres a l'any. Situat a la vall de l'Algar, està solcat pels rius Algar i Guadalest i envoltat per la serra de Bèrnia i les d'Aitana, amb 1.558 m, i la Xortà, que superen els 1.100 i 1.300 metres respectivament. El relleu muntanyós fa que a la zona siguen populars diverses excursions senderistes, com ara les fonts de la Bota, de l'Ombria, el Castellet i dels Teixos. Així mateix la Cova del Somo, Clot de la Llacuna, Els Arcs i les pintures rupestres del Pla de Petracos o el Castell de la Serrella que està dalt la Penya del Castellet. Malgrat tot el lloc més visitat són les Fonts de l'Algar, on naix el riu Algar, o de la Salut, que té, a banda de la seua bellesa natural, un Museu del Medi Ambient.

### Límits
Callosa límita amb els termes municipals d'Altea, Bolulla, el Castell de Guadalest, la Nucia, Polop i Tàrbena (a la mateixa comarca); i amb Xaló (a la Marina Alta).

### Accés
S'accedeix al municipi per la CV-755 que la comunica amb l'autopista de la Meditarrània AP-7, o per la CV-715 que enllaça amb la CV-70 a l'altura de Polop.

## Història
Els vestigis més antics que es conserven al seu terme es troben a la cova Pinta, jaciment iber. Tingué un florit passat musulmà que es perllongà darrere la conquesta fins al moment de l'expulsió el 1609. Berenguela Alfonso va obtenir, entre 1268 i 1272, del rei Jaume I les rendes del lloc; el 1290 l'almirall Bernat de Sarrià compra Callosa al rei Alfons I de València i III d'Aragó i es converteix així en el primer senyor de la baronia i també en el "padrí" del poble. Entre 1333 i 1423 va pertànyer sucessivament a l'infant Pere d'Aragó i Anjou, a son fill Alfons d'Aragó i Foix, el Vell i a son net Alfons d'Aragó i Arenós, el Jove, els dos últims, ducs de Gandia i comtes de Dénia. Reincorporada a la Corona exerciren el senyoriu Alfons el Magnànim, Joan de Navarra i després la reina viuda del rei Martí: Margarida de Prades; entre els segles XIV i XVI va sofrir mantes vegades els atacs dels pirates berberiscs. Guerau Bou, el 1458 va crear un vincle que passà el segle xvi als Montcada, marquesos d'Aitana, al mateix temps que el 1556 s'iniciava un plet per la possessió del territori, el qual es va sentenciar el 1757 i el vincle va passar a una altra branca de la família representada per Francesc Tomàs Faus Martínez de la Raga el qual fou senyor de Callosa fins al 1761 en què s'incorporà a la Corona; però el 1767, per sentència de la Reial Audiència de València, el vincle fundat per Guerau Bou, va passar a Cristòfol Crespí de Valldaura i Hurtado de Mendoza, comte d'Orgaz.

## Símbols
L'escut oficial té el següent blasonament: 
| « | Escut tallat [vol dir truncat]. Primer, de gules, cinc petxines d'argent. Segon, d'or, quatre pals de gules. Al timbre, corona reial oberta. | » |

L'escut presenta les armes de l'almirall Bernat de Sarrià, antic senyor territorial que li ha donat nom al poble, i els quatre pals de les armes reials.

## Demografia
Callosa d’en Sarrià compta amb una població de 7708 habitants. La població es distribueix de la manera següent: Una majoria de la població, 48,79%, han nascut en aquest municipi. Un 28,13%, han emigrat a Callosa d’en Sarrià des d'altres països, i un 23,08%, han emigrat a Callosa d’en Sarrià des de diferents punts d’Espanya, incloent-hi el País Valencià.
| Evolució demogràfica de Callosa d'en Sarrià | Evolució demogràfica de Callosa d'en Sarrià | Evolució demogràfica de Callosa d'en Sarrià | Evolució demogràfica de Callosa d'en Sarrià | Evolució demogràfica de Callosa d'en Sarrià | Evolució demogràfica de Callosa d'en Sarrià | Evolució demogràfica de Callosa d'en Sarrià | Evolució demogràfica de Callosa d'en Sarrià | Evolució demogràfica de Callosa d'en Sarrià | Evolució demogràfica de Callosa d'en Sarrià | Evolució demogràfica de Callosa d'en Sarrià | Evolució demogràfica de Callosa d'en Sarrià | Evolució demogràfica de Callosa d'en Sarrià | Evolució demogràfica de Callosa d'en Sarrià | Evolució demogràfica de Callosa d'en Sarrià | Evolució demogràfica de Callosa d'en Sarrià | Evolució demogràfica de Callosa d'en Sarrià | Evolució demogràfica de Callosa d'en Sarrià | Evolució demogràfica de Callosa d'en Sarrià | Evolució demogràfica de Callosa d'en Sarrià |
| ------------------------------------------- | ------------------------------------------- | ------------------------------------------- | ------------------------------------------- | ------------------------------------------- | ------------------------------------------- | ------------------------------------------- | ------------------------------------------- | ------------------------------------------- | ------------------------------------------- | ------------------------------------------- | ------------------------------------------- | ------------------------------------------- | ------------------------------------------- | ------------------------------------------- | ------------------------------------------- | ------------------------------------------- | ------------------------------------------- | ------------------------------------------- | ------------------------------------------- |
|                                             | 1857                                        | 1887                                        | 1900                                        | 1910                                        | 1920                                        | 1930                                        | 1940                                        | 1950                                        | 1960                                        | 1970                                        | 1981                                        | 1991                                        | 2000                                        | 2005                                        | 2008                                        | 2017                                        | 2018                                        | 2019                                        | 2023                                        |
| Població                                    | 3.889                                       | 4.206                                       | 4.195                                       | 4.415                                       | 4.070                                       | 4.098                                       | 4.101                                       | 4.189                                       | 4.617                                       | 5.701                                       | 7.127                                       | 7.503                                       | 6.488                                       | 8.179                                       | 8.224                                       | 7.223                                       | 7.257                                       | 7.373                                       | 7.708                                       |

## Economia
Fins al segle xix la seua economia es basava en l'agricultura de secà, la incorporació del regadiu ha convertit Callosa en el principal productor del món de nespra (localment pronunciat nyespro), producte que es comercialitza amb Denominació d'Origen pròpia i del qual Callosa produeix més de la meitat del total de l'estat. Es pot dir que la principal activitat econòmica de Callosa és el cultiu de la nespra. Actualment el sector serveis, empentat pel turisme, abasta també prou importància.
El sector turístic ha experimentat un important impuls en els últims anys.

## Política i govern

### Composició de la Corporació Municipal
El Ple de l'Ajuntament està format per 13 regidors. En les eleccions municipals de 28 de maig de 2023 foren elegits 5 regidors del Partit Popular (PP), 4 del Partit Socialista del País Valencià (PSPV-PSOE), 2 de Compromís per Callosa d'en Sarrià (Compromís) i 2 de València Unida.
| Eleccions municipals de 28 de maig de 2023 - Callosa d'en Sarrià                                                                                            |                                          |                                     |                                     |        |          |          |
| Candidatura | Candidatura                              | Candidatura                         | Cap de llista                       | Vots   | Vots     | Regidors |
| | Partit Popular                           |                                     | Andrés Molina Ferrándiz             | 1.164  | 32,61%   | 5 (5)    |
| | Partit Socialista del País Valencià-PSOE |                                     | Mª Carmen Mascaró Fuster            | 1.066  | 29,86%   | 4 (4)    |
| | Compromís per Callosa d'en Sarrià        |                                     | Mª Isabel Sellés Guardiola          | 529    | 14,82%   | 2 (-2)   |
| | VLC UNIDA                                |                                     | Jose Antonio Perez Savall           | 528    | 14,79%   | 2 (+2)   |
| | Vox                                      |                                     | Luis Alonso Campello                | 221    | 6,19%    | 0 ()     |
| | Alianza por el Comercio y la Vivienda    |                                     | Nataliya Kuchmeko Panchenko         | 12     | 0,33%    | 0 ()     |
| | Vots en blanc                            |                                     |                                     | 49     | 1,37%    |          |
| Total vots vàlids i regidors | Total vots vàlids i regidors             | Total vots vàlids i regidors        | Total vots vàlids i regidors        | '      | 100 %    | 13       |
| | Vots nuls                                | Vots nuls                           | Vots nuls                           | 107    | 2,91%    |          |
| Participació (vots vàlids més nuls) | Participació (vots vàlids més nuls)      | Participació (vots vàlids més nuls) | Participació (vots vàlids més nuls) | 3.676  | 71,96%** |          |
| Abstenció | Abstenció                                | Abstenció                           | Abstenció                           | 1.432* | 28,03%** |          |
| Total cens electoral | Total cens electoral                     | Total cens electoral                | Total cens electoral                | '*     | 100 %**  |          |
| Alcalde: Andrés Molina Ferrandiz (PP) (17/06/2023) Per ser la llista més votada, després de no haver obtingut majoria absoluta dels regidors (5 vots de PP) |                                          |                                     |                                     |        |          |          |
| Fonts: JEC, JEZ Alacant, M. Interior, Periòdic Ara. (* No són vots sinó electors. ** Percentatge respecte del cens electoral.)                              |                                          |                                     |                                     |        |          |          |

### Alcaldes
Des de 2023 l'alcalde de Callosa d'en Sarrià és Andrés Molina Ferrándiz del Partit Popular.
| Període                       | Alcalde o alcaldessa                               | Partit polític | Data de possessió     | Observacions        |
| ----------------------------- | -------------------------------------------------- | -------------- | --------------------- | ------------------- |
| 1979–1983                     | Francisco Menaches Berenguer                       | PCE            | 19/04/1979            | --                  |
| 1983–1987                     | Vicente Berenguer Solbes                           | PSPV-PSOE      | 28/05/1983            | --                  |
| 1987–1991                     | Vicente Berenguer Solbes                           | PSPV-PSOE      | 30/06/1987            | --                  |
| 1991–1995                     | Vicente Berenguer Solbes                           | PSPV-PSOE      | 15/06/1991            | --                  |
| 1995–1999                     | Vicente Berenguer Solbes Juan Bautista Seguí Soler | PSPV-PSOE PP   | 17/06/1995 19/02/1997 | Moció de censura -- |
| 1999–2003                     | Juan Bautista Seguí Soler                          | PP             | 03/07/1999            | --                  |
| 2003–2007                     | Francesc Salvador Guardiola Guardiola              | PSPV-PSOE      | 14/06/2003            | --                  |
| 2007–2011                     | Juan Bautista Saval Ferrando                       | PP             | 16/06/2007            | --                  |
| 2011–2015                     | Juan Bautista Saval Ferrando                       | PP             | 11/06/2011            | --                  |
| 2015–2019                     | Josep Saval Gregori                                | Compromís      | 13/06/2015            | --                  |
| 2019-2023                     | Andrés Molina Ferrándiz                            | PP             | 15/06/2019            | --                  |
| Des de 2023                   | Andrés Molina Ferrándiz                            | PP             | 17/06/2023            | --                  |
| Fonts: Generalitat Valenciana |                                                    |                |                       |                     |

## Monuments
El nucli urbà es conserva en prou bones condicions i manté el sabor àrab de la població, passejant-hi podem trobar restes de la muralla que manà construir Bernat de Sarrià i que està integrada en les cases actuals igual que les escasses deixalles del que fou castell de Callosa; també podrem contemplar-hi:
- Església arxiprestal de sant Joan Baptista. Construïda en el segle xviii per l'arquitecte valencià Antoni Gilabert Fornés representa un bell exemplar de la transició del barroc al neoclassicisme. Conserva un magnífic orgue barroc i una bella façana herreriana.
- El Poador. Antic llavador.
- Museu Etnològic i Arqueològic.
- Retaules ceràmics arreu del poble.
- Convent dels Caputxins.
- Fortalesa de Bèrnia. Obra de l'italià Joan Baptista Antonelli, edificat en el punt més alt de la serra del mateix nom per ordre de Felip II per defensar-se dels atacs dels pirates i dels alçaments dels moriscos que, en 1609 es feren forts al seu interior i aguantar un setge que durà gairebé un any. Consumada l'expulsió el castell va ser abandonat i avui resta absolutament arruïnat, malgrat la seua passada lluentor.
- Espai de la Memòria: situat al cementiri, és un monument erigit l'any 2016[10] com a homenatge a persones que visqueren la Guerra Civil del 1936.[11]

## Llocs d'interés

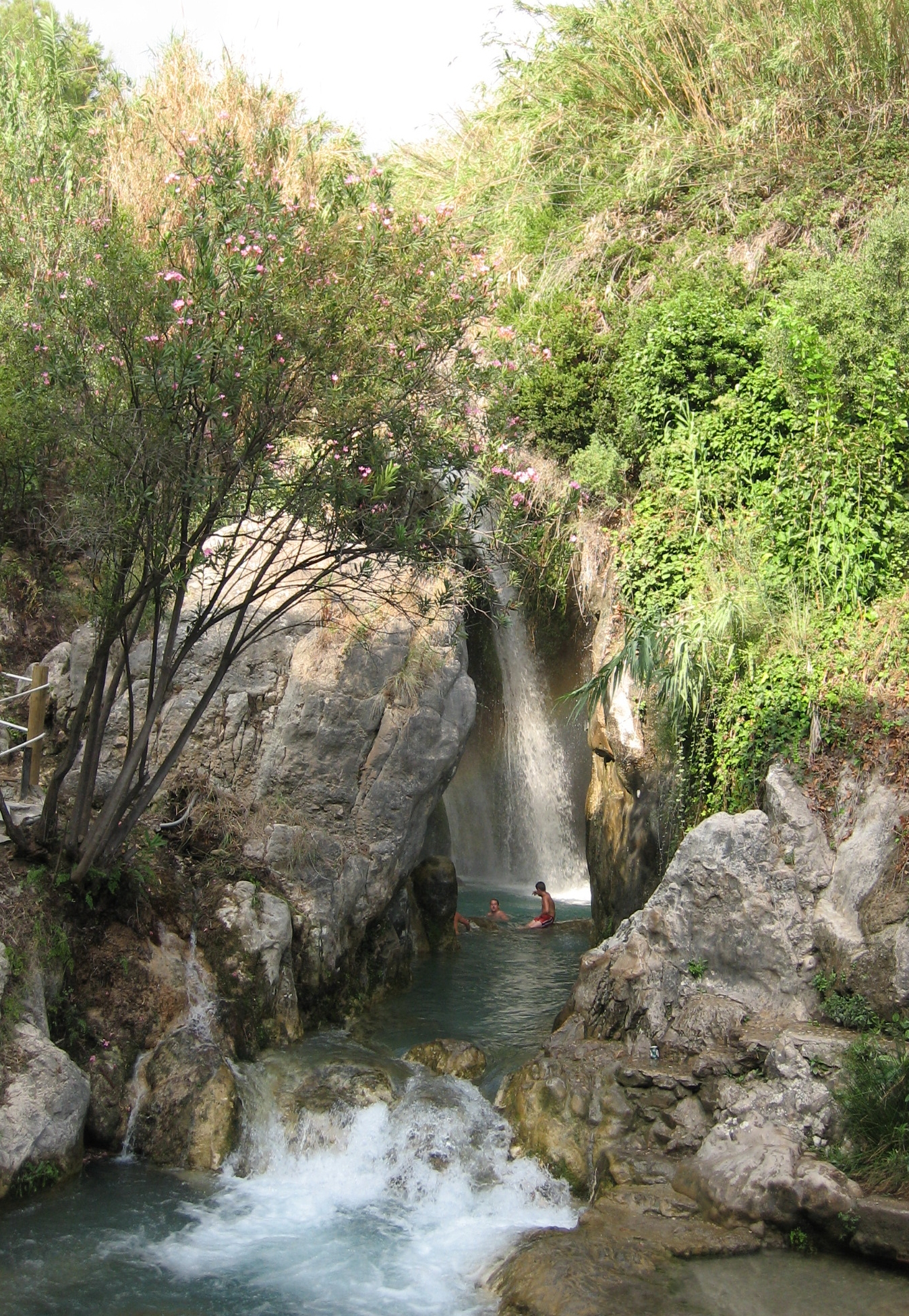
Fonts de l'Algar

- Fonts de l'Algar. Paratge natural on naix el riu Algar. Amb un elevat valor ecològic i paisatgístic i dotat amb recursos turístics i un Museu o centre d'interpretació de la naturalesa.

## Gastronomia
Si volem menjar haurem de parlar de la crosta, minxos, coques farcides, coquetes amb pésols, faves sacsades, putxero amb pilotes i pastissets a l'aire, d'aiguardent o rotllets d'anís.

## Festes

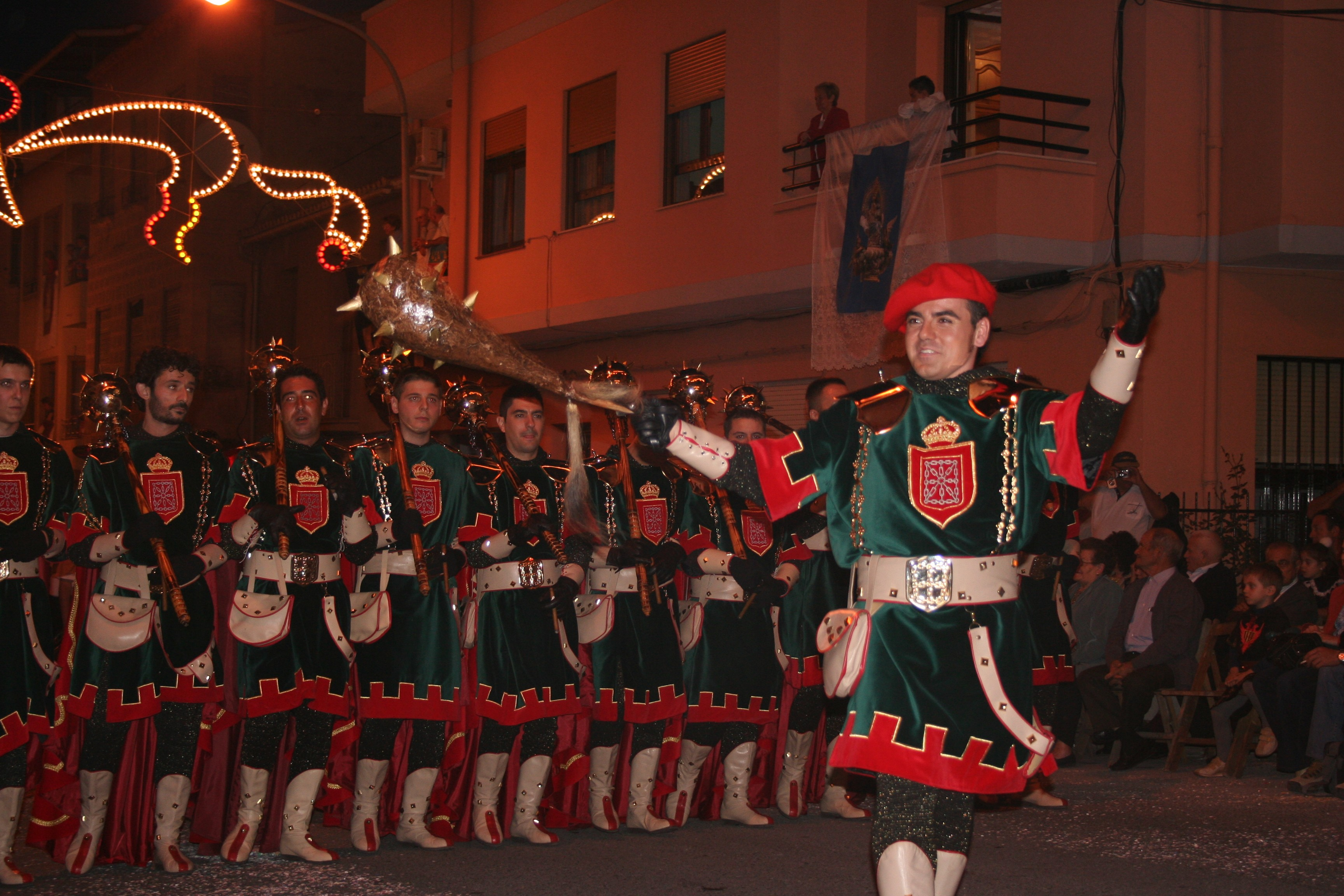
Filà cristiana a les Festes de Moros i Cristians de Callosa

El segon diumenge d'octubre hi ha Moros i Cristians en què cal destacar el ball "de les pastoretes", o els "nanos" que precedeixen les "entraes" de les filades espantant els xiquets, també cal mencionar els balls guerrers dels capitans d'ambdós bàndols.
A l'estiu també se celebren les Danses de Sant Jaume (o Festa del Fadrí). Es tracta d'un ball típic de les comarques valencianes anomenat Les Danses amb tocs de jota. Es tracta d'una tradició viva, ja que la gent en coneix les passades i hi participa plenament ballant a la plaça després que ho facen els balladors i les capdedanses.

## Callosins de renom
- Rodolfo Llopis Ferrándiz (Callosa d'en Sarrià, 1895 - Albi, Llenguadoc-Rosselló, 1984) fou un polític socialista i mestre. President de la República a l'exili el 1947.

- Adolf Salvà i Ballester (1885-1941) - El 13 de març de 1885 Callosa dona al món un investigador: Naix Adolf Salvà i Ballester promesa d'investigador de les nostres glòries i veritats històriques qué es va tornant una realitat viva a mida dels seus estudis al Col·legi de Sant Doménec d'Oriola, confermats per l'Institut de 2a Ensenyança d'Alacant, i els Superiors de Dret i Ciències Socials a la Universitat Central de Madrid on es va llicenciar el 1907. Els seus estudis el portaren a la recerca dels documents en els arxius a l'escorcoll i la investigació, no oblidant els de la seua Pàtria d'origen, Callosa, Alacant i València i fruit dels seus treballs pacients i de seny foren munió d'obres la majoria inèdits; però visió esperançadora de més fecundes treballs: realitat i esperança truncades per l'adversitat del seu falliment en 31 de desembre de 1941, a penes un any després de la seua recepció al Centre de Cultura Valenciana com a Director de Nombre”. (Pàg. 11. BOSQUEIG HISTÒRIC I BIBLIOGRÀFIC DE LES FESTES DE MOROS I CRISTIANS).